# Sunnfjord
Sunnfjord est une kommune de Norvège. Elle est située dans le comté de Vestland.

## Géographie
Le point culminant de la commune est le Snønipa avec une hauteur de 1 827 m.

## Lieux et monuments
- Sunnfjord Museum, un écomusée qui présente un ensemble d'ancien bâtiments agricoles dans le but de présenter les conditions de vie d'autrefois.